# Amphistomus opacus
Amphistomus opacus är en skalbaggsart som beskrevs av Matthews 1974. Amphistomus opacus ingår i släktet Amphistomus och familjen bladhorningar. Inga underarter finns listade i Catalogue of Life.